# Kfar Bialik
Kfar Bialik (hebrejsky כְּפַר בְּיַאלִיק, doslova „Bialikova vesnice“, v oficiálním přepisu do angličtiny Kefar Bialik) je vesnice typu mošav v Izraeli, v Haifském distriktu, v Oblastní radě Zevulun.

## Geografie
Leží v nadmořské výšce 7 metrů v Zebulunském údolí cca 4 kilometry od břehů Haifského zálivu.
Obec se nachází na cca 87 kilometrů severovýchodně od centra Tel Avivu a cca 10 kilometrů východně od centra Haify. Kfar Bialik obývají Židé, přičemž osídlení v tomto regionu je převážně židovské. Kopcovité oblasti Dolní Galileji, které obývají ve vyšší míře i izraelští Arabové, leží až cca 8 kilometrů východním směrem. Vesnice přiléhá na západním okraji k souvisle zastavěné oblasti městských sídel (takzvaných Krajot), která jsou součástí aglomerace Haify. Nejblíže z nich je to město Kirjat Bialik.
Kfar Bialik je na dopravní síť napojen pomocí lokální silnice číslo 781 a dalších místních komunikací v rámci aglomerace Haify. Nedaleko odtud také probíhá severojižní dopravní tepna dálnice číslo 4.

## Dějiny
Kfar Bialik byl založen v roce 1934. Jeho zakladateli byli Židé původem z Německa. Vesnici pojmenovali podle hebrejského básníka Chajima Nachmana Bialika. Vznik vesnice probíhal souběžně s vedlejším městem Kirjat Bialik, přičemž část německých židovských imigrantů, kteří sem přišli a kteří měli zájem o zemědělský způsob obživy, se usadili v tomto mošavu, ostatní v městské osadě. Mezi zakladateli mošavu byli mnozí Židé, kteří byli přímo vystaveni perzekucím po nástupu Adolfa Hitlera k moci v nacistickém Německu a odešli proto do tehdejší mandátní Palestiny.
Koncem 40. let měl mošav Kfar Bialik rozlohu katastrálního území 500 dunamů (0,5 kilometru čtverečního).

## Demografie
Podle údajů z roku 2014 tvořili naprostou většinu obyvatel v Kfar Bialik Židé (včetně statistické kategorie "ostatní", která zahrnuje nearabské obyvatele židovského původu ale bez formální příslušnosti k židovskému náboženství).
Jde o menší sídlo vesnického typu s dlouhodobě stagnující populací. K 31. prosinci 2014 zde žilo 746 lidí. Během roku 2014 populace klesla o 10,9 %.
| Rok            | 1948 | 1961 | 1972 | 1983 | 1995 | 2001 | 2003 | 2004 | 2005 | 2006 | 2007 | 2008 | 2009 | 2010 | 2011 | 2012 | 2013 | 2014 |
| -------------- | ---- | ---- | ---- | ---- | ---- | ---- | ---- | ---- | ---- | ---- | ---- | ---- | ---- | ---- | ---- | ---- | ---- | ---- |
| Počet obyvatel | 366  | 433  | 485  | 533  | 751  | 788  | 773  | 783  | 793  | 786  | 776  | 787  | 725  | 684  | 723  | 831  | 837  | 746  |